# فرانك هارتلي
فرانك هارتلي (بالإنجليزية: Frank Hartley)‏ (20 يوليو 1896 في المملكة المتحدة - 20 أكتوبر 1965) هو لاعب كركيت ولاعب كرة قدم بريطاني (وحمل سابقاً جنسية المملكة المتحدة لبريطانيا العظمى وأيرلندا) في مركز مهاجم داخلي. شارك مع منتخب إنجلترا لكرة القدم. أما مع النوادي، فقد لعب مع توتنهام هوتسبير وCorinthian F.C. ‏ وأكسفورد سيتي.

## وصلات خارجية
- فرانك هارتلي على موقع قاعدة بيانات كرة القدم.إي يو (الإنجليزية)
- فرانك هارتلي على موقع ناشيونال فوتبول تيمز (الإنجليزية)